# Federico González y Suárez
Federico González y Suárez (ur. 2 stycznia 1845 w Quito, zm. 3 grudnia 1917 tamże) – ekwadorski duchowny rzymskokatolicki, historyk, archeolog, biskup Ibarry i arcybiskup Quito.

## Biografia
Jego rodzicami byli Kolumbijczyk Manuel María González i Ekwadorka María Mercedes Suárez. Kształcił się w szkołach Towarzystwa Jezusowego, do którego przez pewien czas należał, lecz opuścił zakon w 1872 przed święceniami kapłańskimi. Studiował łacinę i filozofię, a także matematykę, fizykę, meteorologię, kosmografię oraz geografię fizyczną i polityczną. Następnie wstąpił do seminarium duchownego. 
Po święceniach mieszkał w Cuenca. Zdobył wówczas uznanie jako historyk. W latach 80. XIX w. przez pewien czas przebywał w Europie.
30 lipca 1895 papież Leon XIII mianował go biskupem Ibarry. 8 grudnia 1895 w katedrze w Quito przyjął sakrę biskupią z rąk arcybiskupa Quito Pedro Rafaela Gonzáleza y Calixto. Współkonsekratorem był biskup Bolivaru Arsenio Andrade y Landázuri. Nominacja ta spotkała się z protestami.
W Ibarrze wydał najbardziej znaną ze swoich prac Ogólną Historię Republiki Ekwadoru obejmującą okres od czasów prekolumbijskich do XVIII w. (ostatecznie dzieło liczyło siedem tomów wydanych w latach 1890 - 1903) oraz w 1899 napisał poświęconą archeologii Los orígenes del Imbabura al Carchi (opublikowaną w 1909). W książkach zawierał wiedzę zdobytą podczas kwerend archiwów ekwadorskich i hiszpańskich oraz uzyskaną na podstawie własnych wykopalisk archeologicznych.
14 grudnia 1905 papież Pius X mianował go arcybiskupem Quito. W 1909 prowadził spór terytorialny z biskupem kolumbijskiej diecezji Pasto św. Ezechielem Moreno OESA, na potrzeby którego napisał serię listów publikowanych w prasie. W spór zaangażowani byli także katolicy i pisarze z Ekwadoru i południowej Kolumbii. Ostatecznie papież przyznał rację abp Gonzálezowi y Suárezowi. W 1909 założył Ekwadorskie Towarzystwo Amerykańskich Studiów Historycznych (od 1920 Narodowa Akademia Historii). Na katedrze w Quito przyszło mu się również zmierzyć z antyklerykalną polityką reżimu prezydenta Eloya Alfaro, potępiając wówczas zarówno antyklerykałów występujących przeciwko Kościołowi jak i duchownych walczących z rządem.
W 1917 poważnie zachorował, co zakończyło się jego śmiercią 3 grudnia 1917.